# Фуді сейшельський
Фу́ді сейшельський (Foudia sechellarum) — вид горобцеподібних птахів ткачикових (Ploceidae). Ендемік Сейшельських Островів.

## Опис
Довжина птаха становить 12-13 см, вага 15-19 г. Забарвлення переважно сірувато-оливкове, спина і крила більш темні. Дзьоб міцний, чорний. У самців під час сезону розмноження обличчя жовте.

## Поширення і екологія
Сейшельські фуді мешкають на островах Норт-Казін, Саут-Казін, Фрегат, Д'Аррос (інтродуковані у 1965 році), Арід (повторно інтродуковані у 2002  році) і Деніс (інтродуковані у 2004 році). Вони живуть в сухих тропічних лісах і чагарникових заростях, в садах і на кокосових плантаціях. Живляться комахами, іншими безхребетними, насінням, нектаром і плодами, іноді навіть яйцями морських птахів. Сейшельські фуді є моногамними птахами. Розмножуються протягом всього року, з піком з травня по жовтень. Гніздо кулеподібне з бічним входом, в кладці 1-2 білих яйця роміром 18,7×14,5 мм. Інкубаційний період триває 14 днів. насиджує лише самиця. За пташенятами доглядають і самиці, і самці протягом 12 тижнів після їх вилуплення, що є незвично довгим терміном ддля ткачикових.

## Збереження
МСОП класифікує стан збереження цього виду як близький до загрозливого. За оцінками дослідників, популяція сейшельських фуді становить приблизно 3500 птахів. Їм загрожує хижацтво з боку інтродукованих кішок (на Фрегаті, Саут-Казіні і Д'Арросі) та щурів Rattus norvegicus (на Фрегаті і Д'Арросі), може загрожувати поява на островах щурів Rattus rattus. Також сейшельським фуді загрожує знищення природного середовища.